# NGC 6682
NGC 6682 — рассеянное скопление в созвездии Щит.
Этот объект входит в число перечисленных в оригинальной редакции «Нового общего каталога».